# تکنولوژیHCT

### HOMOGENIZE CHAMBER TECHNOLOGY
یکی از اساسی ترین مشکلات در تجهیزات آزمایشگاهی نظیر آون و انکوباتور و دیگر چمبر های دمایی و رطوبتی مشکل عدم همدمایی و عدم یکنواختی دما و رطوبت در محفظه داخلی این تجهیزات آزمایشگاهی است. FG برای حل مشکل یکنواختی دما و رطوبت در کل محفظه ، تکنولوژی HCT را طراحی کرده است.

#### تکنولوژی HCT چیست؟
HCT با ایجاد جداره سوم و قراردادن المنت در این جداره، همدمایی بی نظیری در دستگاه ایجاد نموده است. از آنجا که هنگام بارگذاری ، در مسیر گردش هوا اخلال ایجاد میشود و این اخلال باعث از بین رفتن همدمایی محفظه می گردد، ایجاد جداره سوم باعث می شود حتی در هنگام بارگذاری کامل نیز گردش هوا از طریق جداره سوم (که مانند یک کانال عبور هوا عمل می کند) ادامه یابد و تاثیری در همدمایی محفظه نداشته باشد. HCT یکی از بهترین روش های ارائه شده در جهان جهت ایجاد هم دمایی است و توانسته هم دمایی را حتی در حالت بارگذاری کامل نیز ایجاد نماید. از دیگر مزایای تکنولوژی HCT سرعت گرمایش و سرعت تجدید پذیری دما پس از باز و بسته کردن درب دستگاه است.
همچنین در دستگاه هایی که رطوبت دارند مانند اتاقک های رشد و اتاقک های پایداری، از آنجا که ورود بخار آب به محفظه اصلی ، باعث شکل گیری قطرات آب روی نمونه های آزمایشگاهی (خیس شدن نمونه ها ) ، سطوح محفظه (جاری شدن آب روی سطوح دستگاه) و سنسورها (باعث سوختن سنسورها) می شود، وجود جداره سوم کمک می کند بخار آب قبل از ورود به محفظه اصلی با هوا ترکیب شود در نتیجه به جای ورود بخار آب، هوای مرطوب وارد محفظه اصلی می شود و مشکلاتی مانند خیس شدن نمونه ها، جاری شدن آب روی سطوح و سوختن سنسور رطوبت اتفاق نمی افتد.
تکنولوژی HCT با گردش هوای یکنواخت در تمام محفظه باعث شرایط یکنواخت محیطی (دمایی و رطوبتی) در تمام محفظه می گردد.

#### مزایای تکنولوژی HCT
۳ جداره
یکنواختی دما و رطوبت در تمام نقاط محفظه
جلوگیری از خیس شدن نمونه ها
سرعت تجدید پذیری